# Хенри IV
Хенри IV Болингброк (на английски: Henry IV of Bolingbroke), 3-ти граф Дерби (1377 – 1399), 3-ти граф Нортхамптън и 8-и Херъфорд (1384 – 1399), 1-ви херцог Херъфорд (1397 – 1399), 2-ри херцог Ланкастър, 6-и граф Ланкастър и 6-и граф Лестър (1399), е крал на Англия в периода 1399 – 1413 година.

## Произход. Узурпиране на трона
Хенри е роден през 1367 г. в Болингбрук. Син е на Джон Гонт и Бланш Ланкастърска. Жени се за Мери Боън, която до смъртта си през 1394 г. му ражда 7 деца. През 1402 г. Хенри се жени за втори път. Негова съпруга е Жана дьо Навар.
Хенри е един от лордовете жалбоподатели, които през 1388 г. преследват любимците на краля, но неговите качества на войник са в услуга на краля. През 1397 г. е произведен в херцог на Херъфорд, а през 1398 е заточен за 10 години от Ричард II. Смъртта на Джон Гонт през 1399 г. кара Ричард да конфискува имотите на опасния ланкастърец. Докато Ричард провежда военна кампания в Ирландия, Хенри завладява Англия и узурпира трона през 1399 г. Той е първият английски крал след Норманското завоюване, който предявява правата си над престола на английски език, а не на латински или френски, както е стандартната практика дотогава. 

## Крал на Англия (1399 – 1413)
Узурпирането на трона от Хенри прави неговото царуване неспокойно. Привържениците на Ричард се отричат от новия крал през 1400 г. В Уелс Оуен Глендоуър вдига въстание, което продължава до 1408 г. Шотландците водят война с Англия през цялото царуване на Хенри. Влиятелните семейства Пърси и Мортимър (последните имат по-силна претенция за трона от Хенри) се бунтуват от 1403 до 1408 г. Ричард Скроп, архиепископ на Йорк също се включва през 1405 г. в опозицията срещу Хенри IV.
Смачкването на тези въстания изисква много средства, което води и до въвличане на Парламента, който трябва да одобри разходите на краля. Камарата на общините използва тази възможност за да разшири властта си, искайки свобода на мнението и свобода на диспутите. Възражда се протестантското движение Lolardy, основано от Джон Уиклиф по времето на Едуард III и ужасява аристокрацията и благородството. Това движение вдъхновява първия закон срещу ереса – 1401 г.

### Смърт и наследяване
Хенри IV боледува от епилепсия и проказа и гледа как Уелският принц Хенри контролира управлението през последните 2 години от царуването му. Умира през 1413 г. в стаята Йерусалим на Уестминстърското абатство. Необичайно за английски крал не е погребан в Уестминстърското абатство, а в Кентърбърийската катедрала. Наследен е на трона от сина си Хенри V.

## Шекспир
- Близо 200 години след смъртта си Хенри IV става основен персонаж в пиесите на Уилям Шекспир „Хенри IV“.